# Hairpins (film)
Hairpins er en amerikansk stumfilm fra 1920 af Fred Niblo.

## Medvirkende
- Enid Bennett som Muriel Rossmore
- Matt Moore som Rex Rossmore
- William Conklin som Hal Gordon
- Margaret Livingston som Effie Wainwright
- Grace Morse som Mrs. Kent
- Al W. Filson som John Burman
- Aggie Herring